# Отворено првенство Ченаја у тенису 2003.
Отворено првенство Ченаја у тенису 2003 (познат и под називом Tata Open 2003) је био тениски турнир који је припадао АТП Интернационалној серији у сезони 2003. Турнир се играо на тврдој подлози. То је било 8. издање турнира који се одржао у Ченају у Индији на СДАТ тениском стадиону од 30. децембра 2002. — 5. јануара 2003.

## Носиоци
| Држава | Играч             | Позиција1 | Носилац |
| ------ | ----------------- | --------- | ------- |
| АРГ    | Гиљермо Кањас     | 15        | 1       |
| ТАЈ    | Парадорн Сричапан | 16        | 2       |
| ХОЛ    | Шенг Схалкен      | 20        | 3       |
| АРГ    | Хуан Игнасио Чела | 23        | 4       |
| РУМ    | Андреј Павел      | 26        | 5       |
| НЕМ    | Рајнер Шитлер     | 33        | 6       |
| НЕМ    | Ларс Бургсмилер   | 76        | 7       |
| ШПА    | Алберт Монтањес   | 78        | 8       |

- 1 Позиције од 23. децембра 2002.[1]

### Други учесници
Следећи играчи су добили специјалну позивницу за учешће у појединачној конкуренцији:
- Леандер Паес
- Рохан Бопана
- Пракаш Амритраж

Следећи играчи су ушли на турнир кроз квалификације:
- Томас Беренд
- Михаел Колман
- Жилијен Варле
- Оливије Пасјонс

Следећи играч је ушао у жреб као "срећан губитник":
- Ноам Окун

### Повлачења
Пре турнира
- Шенг Схалкен (повреда зглоба)

### Одустајања
- Жером Голмар (прво коло)
- Жељко Крајан (друго коло - повреда леђа)

## Носиоци у конкуренцији парова
| Држава | Играч            | Држава | Играч        | Носиоци |
| ------ | ---------------- | ------ | ------------ | ------- |
| ИНД    | Махеш Бупати     | АУС    | Тод Вудбриџ  | 1       |
| ИНД    | Леандер Паес     | ЧЕШ    | Давид Рикл   | 2       |
| ЧЕШ    | Петр Пала        | ЧЕШ    | Павел Визнер | 3       |
| ЧЕШ    | Франтишек Чермак | ЧЕШ    | Леош Фридл   | 4       |

### Други учесници
Следећи играчи су добили специјалну позивницу за учешће у конкуренцији парова:
- Пракаш Амритраж/  Стефан Амритраж
- Џастин Гимелстоб /  Марк Филипусис

## Шампиони

### Појединачно
Парадорн Сричапан је победио  Карола Кучеру са 6-3, 6-1.
- Сричапану је то била прва (од две) титуле у сезони и трећа (од пет) у каријери.

### Парови
Џулијан Новле /  Михаел Колман су победили  Франтишек Чермака /  Леоша Фридла са 7–6(7–1), 7–6(7–3).
- Новлу је то била прва (од две) титуле у сезони и трећа (од 18) у каријери.
- Колману је то била једина титула те сезоне и друга (од пет) у каријери.